# ۶۷۳ (خورشیدی)
۶۷۳ ششصد و هفتاد و سومین سال هجری خورشیدی است.